# Mémoire RAM non volatile
Pour les articles homonymes, voir RAM.
Une mémoire RAM non volatile, ou NVRAM pour Non-Volatile Random-Access Memory, est une mémoire informatique qui est à la fois une mémoire RAM (qui permet l'accès direct à l'information) et une mémoire non volatile (qui ne perd pas son information lorsque l'alimentation électrique est interrompue).

## Techniques de mémoire RAM non volatile
Différentes techniques ont été utilisées pour implanter la mémoire RAM non volatile.

### Tores de ferrite (vieille technique maintenant obsolète)

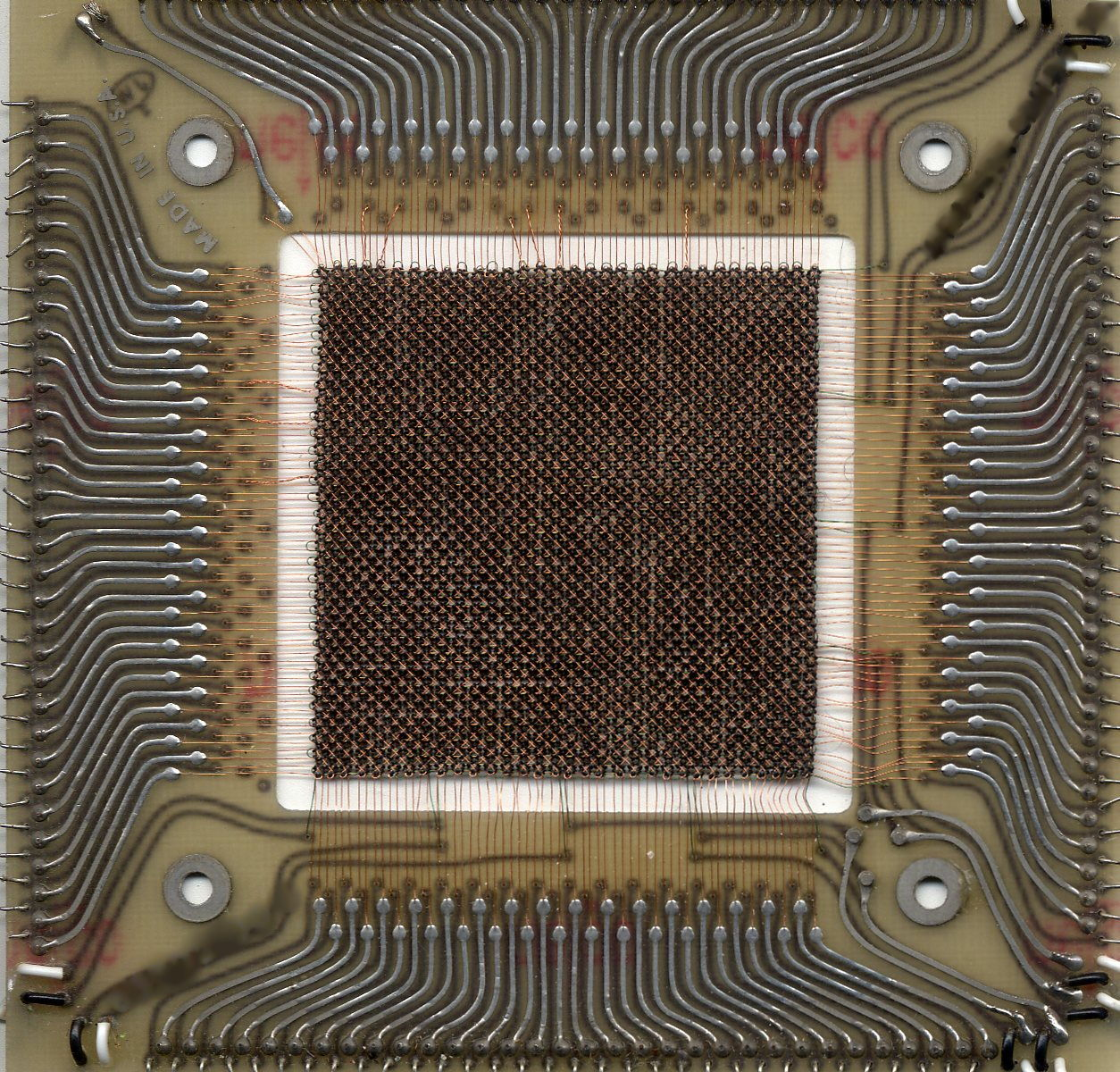
Mémoire à tores de ferrite d'un CDC 6600 de 1961, capacité 1024 bits

Les tores de ferrite utilisés jusqu'au début des années 1970 dans la construction des ordinateurs étaient une forme de mémoire RAM non volatile.

### FeRAM ou FRAM (en développement)
La mémoire FRAM ou mémoire FeRAM (Ferroelectric RAM) est un type de mémoire d'ordinateur non volatile. Elle est similaire à la mémoire DRAM à laquelle on a ajouté une couche ferroélectrique pour obtenir la non-volatilité. Par rapport aux mémoires flash utilisées actuellement, cette mémoire possèdera les avantages suivants :
- une plus faible consommation d'électricité ;
- une plus grande rapidité de lecture et d'écriture ;
- la possibilité d'être effacée et ré-écrite un bien plus grand nombre de fois.

### MRAM (en développement)
La mémoire MRAM (Magnetic Random Access Memory) est une mémoire non volatile de type magnétique. En développement depuis les années 90, cette technique n'a jusqu'à présent jamais été commercialisée à grande échelle, notamment à cause de la concurrence des mémoires flash et DRAM.
Le changement d'état se fait en changeant le spin des électrons (par effet tunnel notamment).
Cette méthode de stockage possède les avantages suivants :
- la non-volatilité des informations ;
- une théorique inusabilité, puisqu'aucun mouvement électrique n'est engagé ;
- la consommation électrique est théoriquement moindre puisqu'il n'y a pas de perte thermique due à la résistance aux mouvements des électrons.

La MRAM est souvent considérée comme la mémoire « idéale »[Par qui ?] alliant rapidité, débit, capacité et non-volatilité, ce qui peut amener à penser qu'elle entraînera la fin de la hiérarchie de mémoire[Qui ?].

### NRAM (en développement)
La mémoire NRAM ou mémoire Nano-RAM est un type de mémoire d'ordinateur non volatile à l'état de recherche et développement. Le fonctionnement de la mémoire NRAM est basée sur la position des nanotubes de carbone sur un substrat semblable à un circuit intégré. En théorie, la petite dimension des nanotubes devrait permettre une très grande densité d'information par unité de surface. Les chercheurs espèrent que cette mémoire remplacera un jour la mémoire flash.

### PRAM (en développement)
La mémoire PRAM (PRAM, Phase-Change Memory, PCM, Ovonic Unified Memory, Chalcogenide RAM ou C-RAM en anglais) est un type de mémoire d'ordinateur non volatile  à l'état de recherche et développement. La mémoire PRAM utilise le comportement du verre de chalcogénure qui bascule de la forme cristalline à la forme amorphe sous l'effet de la chaleur. Les chercheurs espèrent que cette mémoire remplacera un jour la mémoire flash.

### RRAM(en développement)
Encore en cours de développement, la mémoire RRAM (Resistive RAM) est une technique de stockage d'information basée sur la résistivité de matériaux isolants. Des matériaux comme HfO2, ZrO2, TiO2, dioxyde de tantale/pentoxyde de ditantale, etc. déposés en couche mince peuvent avoir des résistivités différentes en fonction d'une ddp qu'on leur applique. Plus exactement, il se crée des canaux (le long des joints de grains le plus souvent) au niveau des lacunes en atomes d'oxygène où la résistivité du matériau diminue et le passage des électrons est possible. L'intégration de ces matériaux reste un des plus grands défis mais les RRAM pourraient bien être une des techniques les plus prometteuses pour le remplacement futur de la mémoire flash.